# تارنوف اوپولسکی
تارنوف اوپولسکی (به لهستانی:  Tarnów Opolski) یک روستا در لهستان است که در گمینا تارنوف اوپولسکی واقع شده‌است. تارنوف اوپولسکی ۳٬۸۰۰ نفر جمعیت دارد.

## خواهرخوانده
شهر باد بلنکنبورگ خواهرخواندهٔ تارنوف اوپولسکی هست.